# Loris Frasnelli
Loris Frasnelli (* 22. Februar 1979 in Trient) ist ein ehemaliger italienischer Skilangläufer.

## Werdegang
Frasnelli startete erstmals im Dezember 2000 in Brusson im Sprint im Skilanglauf-Weltcup und beendete das Rennen auf Rang 42. Seine ersten Weltcuppunkte gewann er im Februar 2001 mit Platz neun im Sprint in Asiago. Sein bestes Einzelresultat erreichte Frasnelli mit Platz vier im Sprint in Davos im Februar 2006. Im Teamsprint gelang ihm gemeinsam mit Cristian Zorzi im März 2006 in Sapporo sein einziger Weltcupsieg; im Januar 2010 in Rybinsk erreichte er gemeinsam mit Fabio Pasini mit Platz zwei noch einmal ein Weltcuppodium in dieser Disziplin. Bei der Tour de Ski war Frasnelli dreimal am Start. Dabei konnte er mit Platz sechs 2010 und Platz fünf 2011 jeweils beim Prolog in Oberhof insgesamt zweimal unter den Top 10 einer Etappe platzieren, beendete das Etappenrennen jedoch nur bei seiner ersten Teilnahme, bei der er auf Platz 61 kam.
Bei den Nordischen Skiweltmeisterschaften 2005 in Oberstdorf wurde Frasnelli 26. im Sprint, zwei Jahre später belegte er in Sapporo Rang 23; 2011 in Oslo wurde er mit Renato Pasini Neunter im Teamsprint.
Frasnelli startete zudem für Italien bei den Olympischen Winterspielen in Turin und Vancouver. Dabei wurde er 2006 Sechster im Sprint und erreichte vier Jahre später in Vancouver Platz 30.
Nach der Saison 2013/14 bestritt Frasnelli keine internationalen Rennen mehr.

## Erfolge

### Weltcupsiege im Team
| Nr. | Datum         | Ort     | Disziplin                        |
| --- | ------------- | ------- | -------------------------------- |
| 1.  | 18. März 2006 | Sapporo | 6 × 1,2 km Teamsprint Freistil 1 |

### Siege bei Continental-Cup-Rennen
| Nr. | Datum             | Ort         | Disziplin                       | Serie           |
| --- | ----------------- | ----------- | ------------------------------- | --------------- |
| 1.  | 16. März 2002     | Montgenèvre | 30 km Freistil Massenstart      | Continental Cup |
| 2.  | 3. Januar 2004    | Bernau      | 10 km klassisch Individualstart | Continental Cup |
| 3.  | 17. Januar 2004   | Admont      | 1 km Sprint klassisch           | Continental Cup |
| 4.  | 18. Januar 2004   | Admont      | 15 km klassisch Massenstart     | Continental Cup |
| 5.  | 14. Januar 2006   | Oberstdorf  | 2 × 10 km Skiathlon             | Alpencup        |
| 6.  | 19. Dezember 2010 | St. Ulrich  | 15 km klassisch Massenstart     | Alpencup        |
| 7.  | 15. März 2013     | Toblach     | 3,3 km Prolog Freistil          | Alpencup        |

## Teilnahmen an Weltmeisterschaften und Olympischen Winterspielen

### Olympische Spiele
- 2006 Turin: 6. Platz Sprint Freistil
- 2010 Vancouver: 30. Platz Sprint klassisch

### Nordische Skiweltmeisterschaften
- 2005 Oberstdorf: 26. Platz Sprint klassisch
- 2007 Sapporo: 23. Platz Sprint klassisch
- 2011 Oslo: 9. Platz Teamsprint klassisch

## Platzierungen im Weltcup

### Weltcup-Statistik
Die Tabelle zeigt die erreichten Platzierungen im Einzelnen.
- 1.–3. Platz: Anzahl der Podiumsplatzierungen
- Top 10: Anzahl der Platzierungen unter den ersten zehn
- Punkteränge: Anzahl der Platzierungen innerhalb der Punkteränge
- Starts: Anzahl gelaufener Rennen in der jeweiligen Disziplin
- Hinweis: Bei den Distanzrennen erfolgt die Einordnung gemäß FIS.

| Platzierung         | Distanzrennen a | Distanzrennen a | Distanzrennen a | Distanzrennen a | Distanzrennen a | Skiathlon Verfolgung | Sprint | Etappen- rennen b | Gesamt | Team c | Team c  |
| Platzierung         | ≤ 5 km          | ≤ 10 km         | ≤ 15 km         | ≤ 30 km         | > 30 km         | Skiathlon Verfolgung | Sprint | Etappen- rennen b | Gesamt | Sprint | Staffel |
| ------------------- | --------------- | --------------- | --------------- | --------------- | --------------- | -------------------- | ------ | ----------------- | ------ | ------ | ------- |
| 1. Platz            |                 |                 |                 |                 |                 |                      |        |                   |        | 1      |         |
| 2. Platz            |                 |                 |                 |                 |                 |                      |        |                   |        | 1      |         |
| 3. Platz            |                 |                 |                 |                 |                 |                      |        |                   |        |        |         |
| Top 10              | 2               |                 |                 |                 |                 |                      | 6      |                   | 8      | 5      | 2       |
| Punkteränge         | 2               |                 | 1               |                 |                 | 1                    | 33     |                   | 37     | 9      | 3       |
| Starts              | 3               | 3               | 12              | 5               |                 | 10                   | 53     | 2                 | 88     | 9      | 3       |
| Stand: Karriereende |                 |                 |                 |                 |                 |                      |        |                   |        |        |         |

### Weltcup-Gesamtplatzierungen
| Saison  | Gesamt | Gesamt | Distanz | Distanz | Sprint | Sprint |
| Saison  | Punkte | Platz  | Punkte  | Platz   | Punkte | Platz  |
| ------- | ------ | ------ | ------- | ------- | ------ | ------ |
| 2000/01 | 33     | 77.    | –       | –       | 33     | 39.    |
| 2001/02 | 15     | 106.   | –       | –       | 15     | 53.    |
| 2002/03 | 1      | 142.   | –       | –       | 1      | 78.    |
| 2003/04 | 29     | 88.    | –       | –       | 29     | 42.    |
| 2004/05 | 28     | 85.    | –       | –       | 28     | 40.    |
| 2005/06 | 114    | 46.    | –       | –       | 114    | 18.    |
| 2006/07 | 20     | 109.   | –       | –       | 20     | 52.    |
| 2007/08 | –      | –      | –       | –       | –      | –      |
| 2008/09 | 14     | 137.   | 3       | 107.    | 11     | 86.    |
| 2009/10 | 118    | 60.    | 34      | 69.     | 84     | 31.    |
| 2010/11 | 137    | 48.    | 61      | 45.     | 76     | 31.    |
| 2011/12 | 37     | 97.    | –       | –       | 37     | 48.    |
| 2012/13 | –      | –      | –       | –       | –      | –      |
| 2013/14 | 6      | 153.   | –       | –       | 6      | 95.    |